# Polyrhachis sculpta
Polyrhachis sculpta är en myrart som beskrevs av Carlo Emery 1887. Polyrhachis sculpta ingår i släktet Polyrhachis och familjen myror. Inga underarter finns listade i Catalogue of Life.